# Štěpánka Mertová
Štěpánka Mertová z domu Richterová, później Hecová (ur. 11 grudnia 1930 w Moravičanach, zm. 20 września 2004) – czechosłowacka lekkoatletka, dyskobolka, medalistka mistrzostw Europy w 1958. 
Zajęła 4. miejsce w rzucie dyskiem na mistrzostwach Europy w 1954 w Bernie. Była ósma w tej konkurencji na igrzyskach olimpijskich w 1956 w Melbourne.
Zdobyła srebrny medal na mistrzostwach Europy w 1958 w Sztokholmie, przegrywając jedynie z reprezentantką ZSRR Tamarą Press. Zajęła 11. miejsce w finale tej konkurencji na igrzyskach olimpijskich w 1960 w Rzymie.
Na mistrzostwach Europy w 1962 w Belgradzie i na mistrzostwach Europy w 1966 w Budapeszcie zajęła 8. miejsce.
Zajęła 2. miejsce w rzucie dyskiem na Akademickich Mistrzostwach Świata (UIE) w 1959 w Wiedniu i 3. miejsce w tej konkurencji na mistrzostwach rozgrywanych w 1955 w Warszawie i w 1957 w Moskwie.
Była mistrzynią Czechosłowacji w rzucie dyskiem w latach 1953, 1953 i 1957–1959, wicemistrzynią w latach 1955, 1956 i 1960–1967 oraz brązową medalistką w 1968.
Pięciokrotnie poprawiała rekord Czechosłowacji w rzucie dyskiem do rezultatu 48,94 m (16 czerwca 1956 w Brnie). Jej rekord życiowy wynosił 54,17 m. Został ustanowiony 22 maja 1960 w Pradze.